# موزه ارتش ملی
موزه ارتش ملی (انگلیسی: National Army Museum) موزه متعلق به نیروی زمینی بریتانیا است، که در سال ۱۹۶۰ تأسیس شد.